# الحرب الأهلية الأوروبية

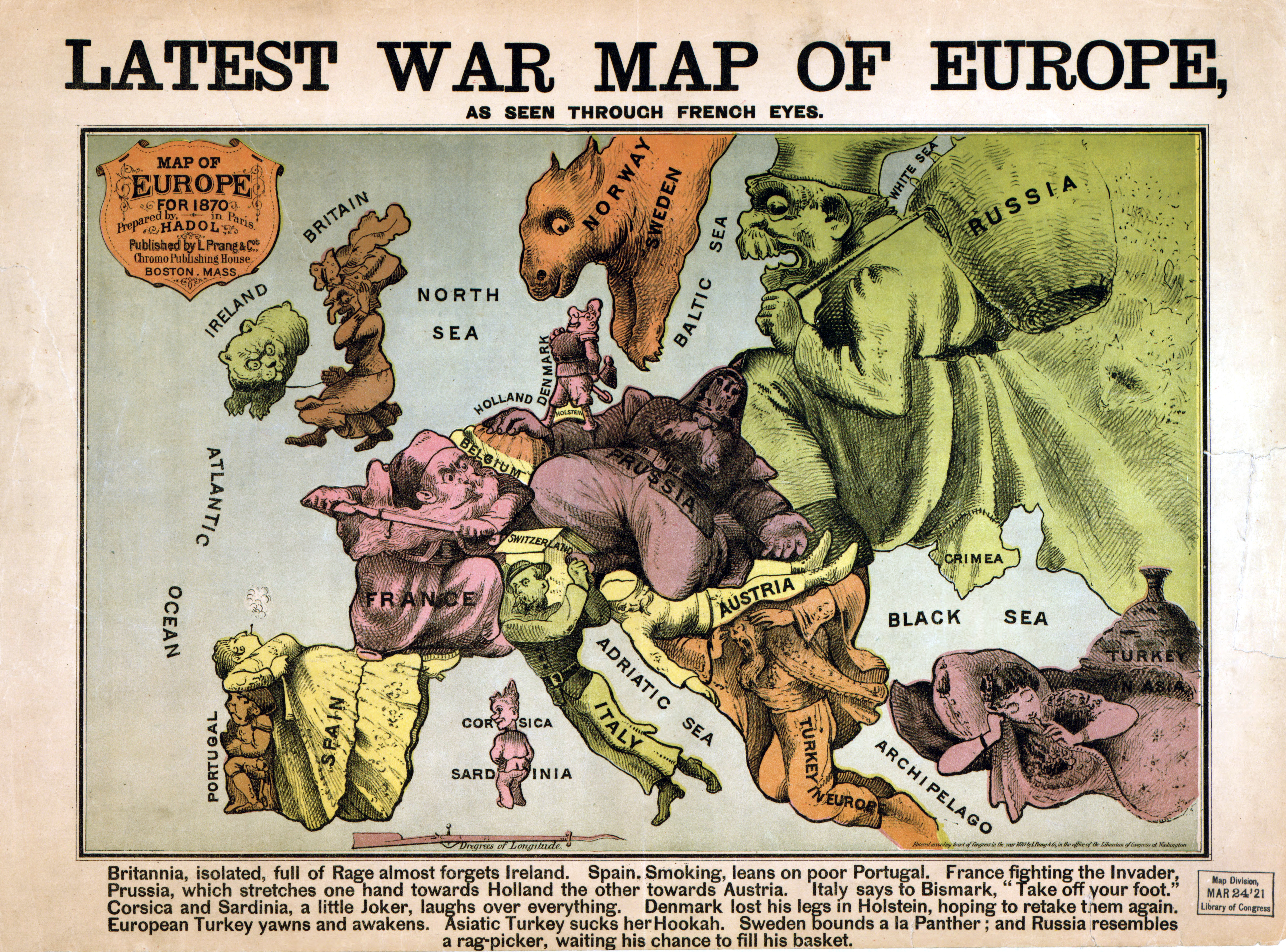
خريطة فرنسية ساخرة لأوروبا في 1870

الحرب الأهليّة الأوروبيّة (بالإنجليزيّة: European Civil War) هو مفهوم يُقصَد به وصف سلسلة من الصراعات في أوروبا في القرنين التاسع عشر والعشرين، كجزء من الحرب الأهليّة العارمة في المجتمع الأوروبيّ. يختلف الإطار الزمنيّ لهذه الحرب بين المؤرخين. تتراوح بعض التوصيفات بين 1914 و 1945، لتشمل الحربين العالميتين الأولى والثانية وصراعات أصغر في الفترات بين الحربين. يجادل البعض الآخر أن هذه الفترة تبدأ من 1870 مع الحرب الفرنسية البروسية، وفي 1905. يُستخدم المفهوم في بعض الأحيان لشرح أو تفسير عملية التكامل الأوروبيّ وإنشاء الاتحاد الأوروبيّ كحل لتلك الصراعات.
تشير الحُجج المؤيدة لهذا الوصف إلى التجانس الثقافيّ النسبيّ داخل القارة الأوروبيّة، وإلى العلاقات العائليّة للملوك الأوروبيّين في بداية الحرب العالميّة الأولى، أو إلى استمراريّة الصراعات المُسلَّحة في أوروبا في إطارات زمنيّة مختلفة.
تشير الحُجج المعارضة لهذا المفهوم إلى الفروق القويّة في الأنظمة الدينيّة والسياسيّة الموجودة بين الأمم الأوروبيّة في بداية تلك الفترة، والتي تُبطل فكرة أن أوروبا كوَّنت «مجتمعًا متحضرًا». يصر آخرون على الطبيعة العالميّة (وليس الأوروبيّة فقط) للحروب العالميّة، والتي يفشل الوصف في التعبير عنها. لا يتوافق المؤرخون على مفهوم الحرب الأهليّة الأوروبيّة، ويصفه البعض بأنه نظرية هامشيّة.

## التطبيق المقارن لمفهوم «الحرب الأهليّة الأوروبيّة»
يحاول مفهوم الحرب الأهليّة الأوروبيّة أن يصف الحربين العالميتين الأولى والثانية، بالإضافة لفترة ما بين الحرب وصراعاتها، باعتبارها حرب أهليّة طويلة الأمد تدور في أوروبا. تُستخدم الكلمة للإشارة إلى المواجهات المتكررة الواقعة خلال النصف الأول من القرن العشرين. وعلى عكس المقاربات التقليديّة للتاريخ، يعيد هذا البناء النظريّ تفسير الماضي في ضوء الواقع الحاليّ (أوروبا نصف الموحَّدة)، بدلًا من تفسير أحداث الماضي في ضوء الماضي.
لا يشمل المصطلح جوانب عديدة من الصراعات في الفترة الزمنيّة التي يزعم انطباقه عليها. لا يوجد إجماع حول العديد من التفاصيل والروابط مثل الحرب الأهليّة الإسبانيّة (1936–1939) والثورة الروسيّة والحرب الأهليّة الروسيّة (1917–1923). لا يوجد توافق بشأن تطبيق المصطلح على صراعات ذات صلة بين المستعمرات الأوروبيّة المتقاربة في شمال أفريقيا والشرق الأوسط. لا يوجد توافق بشأن تطبيقه على صراعات ذات صلة في مناطق خارج هامش أوروبا مثل الغزو اليابانيّ للصين وحملات مسرح المحيط الهادئ ومسرح جنوب شرق آسيا في الحرب العالمية الثانية.
من الصعب شرح دور الولايات المتحدة خلال هذا النموذج. وأيضًا سيكون من الصعب التوفيق بين مفهوم الحرب الأهليّة الأوروبيّة ومشاركة عدد من المقاتلين غير المستعمرين في صراعات في أوروبا من قارات غير أوروبا، مثل جنوب أمريكا (البرازيل) والمحيط الهادئ (تايلاند).
بالمقارنة مع التحليل التاريخيّ التقليديّ لصراعات أوروبا في القرن العشرين، لم يتضِّح مفهوم «الحرب الأهليّة». ولم يشرح نموذج 2017 عن الحرب الأهليّة الأوروبيّة القاريّة الغطاء الجغرافيّ كاملًا، أو الأسباب المتعددة للصراعات خلال تلك الفترة التاريخيّة والمدى الجغرافيّ للعمليات وتأثيراتها. تتضمن تلك الأطروحة على الأقل حربين قوميتين تاريخيتين تقعان داخل إطار الصراعات الداخليّة وهما الحرب الأهليّة الروسيّة (1917–1923) والحرب الأهليّة الإسبانيّة (1936–1939). يُعتبر المدى الأصليّ لـ«ك. م. بانيكار»، من 1914 إلى 1945، إحدى الفترات الزمنيّة المُقتَرحة، ولكنه لا يشرح بعض المشكلات، مثل المحتوى الإيدولوجي لبعض الحركات القوميّة والشيوعيّة، وسقوط الملكيّة، وصعود المنظمات القوميّة والعابرة للأوطان والاجتماعيّة الديمقراطيّة (الأحزاب السياسيّة وحركات الاتحاد التجاريّ) في هذه الفترة. 
من الفترات الموثقة بكثرة، تلك الفترة الواقعة بين 1936 و 1945، بدءً من الصراع في إسبانيا نهايةً بالجزء الأوروبيّ في الحرب العالميّة الثانية. تجادل جامعة ماساتشوستس في بوسطن أن 1945 هي تاريخ النهاية، ولكنها تعزي البداية إلى 1917 بالحرب الأهليّة الروسيّة. تمد بعض وجهات النظر موعد البدء إلى الحرب الفرنسيّة البروسيّة في يوليو 1870، والنهاية إلى إعادة توحيد ألمانيا في 1990. تجادل مدرسة لندن للاقتصاد «الحرب الأهليّة الأوروبيّة 1890 حتى 1990» بأن 1945 كانت تاريخ الانتهاء ولكن النصف الثاني من القرن العشرين كان من تداعيات اندلاع الحرب. يقترح قسم التاريخ في جامعة هونغ كونغ تقسيم المحتوى إلى شقين؛ أحدهما يغطي فترة 1914-1945، والثاني من 1945 وما بعدها.

## الحالة المؤيدة
تدَّعي الفكرة المؤيدة للحرب الأهليّة الأوروبيّة أن حكام الأمم الأوروبيّة كانوا مرتبطين ببعضهم البعض ضمن نفس العائلة. كما أن الثقافة الأوروبيّة متجانسة نسبيًا، حيث تعود الأصول الثقافيّة للأمم الأوروبيّة إلى مصدرين اثنين: المسيحيّة والعصور الكلاسيكيّة القديمة. وكانت النظم القانونيّة أيضًا متشابهة بالرغم من انفصالها، وتطورت مع الزمن.
وفي نهاية هذا الصراع، تعمل نخب البلدان المختلفة في أوروبا على خلق مجتمع من الأمم، تطوَّر إلى الاتحاد الأوروبيّ. يقع نشوء الاتحاد الأوروبيّ بعد الحرب العالميّة الثانية في صميم هذه الحجة، حيث تحدث الحروب الأهليّة عندما تتنافس الأحزاب في نفس البلد أو الإمبراطورية على السيطرة القوميّة في الدولة. وتؤدي الحروب الأهليّة إلى نشوء قوة مركزيّة أقوى أو قوة جديدة.
يعتبر بعض الأكاديميّين أن الحربين العالميتين الأولى والثانية جزءٌ من نفس الصراع مع 22 عامًا من وقف إطلاق النار. تُعرِّف تلك النظرية الحربين الأهليتين الإسبانيّة والروسيّة كصراعات متوسطة، وتُرجع جذور الحرب العالميّة الأولى إلى الصراع الفرنسيّ البروسيّ، مع النظر إلى التغيرات السياسيّة في إيطاليا والبرتغال وغيرها باعتبارها سياقات مختلفة.
بُنيت الشواهد المركزيّة للحرب الأهليّة الأوروبيّة على قسم التاريخ في مدرسة لندن للاقتصاد. يصف بول بريستون في عمله عام 1996: «الجمهوريّة المحاصرة: الحرب الأهليّة في إسبانيا 1936–1939» أن الحرب الأهليّة الإسبانيّة هي «حلقة ضمن الحرب الأهليّة الأوروبيّة الأعظم المنتهية عام 1945». ضمَّن قسم التاريخ الموضوع في المواد المدروسة فيه. حصل موقفهم على اعتبار أكاديميّ منذ ذلك الوقت.
استخدم آخرون هذا المصطلح ضمن أعمالهم، مثل أستاذ علم الاجتماع، إيمريتس، في جامعة روما، وأنتوني أدامثويت في جامعة كاليفورنيا، وج. م. روبرتس من جامعة ديوك. يقول روبرتس في عمله "تاريخ أوروبا": انهت الحرب الأهليّة الأوروبيّة سيطرة أوروبا على العالم"، وهو إدعاء مشهور لدى مؤيدي النظرية.
من الإشارات الأولى لهذا المفهوم، في المسلسل التلفيزيوني في سبعينات القرن الماضي، بعنوان «العالم في حرب»، عندما علَّق ستيفن أمبروس بأن 1945 شهدت غزو جيوش الولايات المتحدة وروسيا لأوروبا المنهكة، «للتأكد بأنه لن توجد دولة منتصرة في الحرب الأهليّة الأوروبيّة». بينما ترجع التعليقات الأقدم إلى الدبلوماسيّ الهنديّ ك. م. بانيكار في كتابه الصادر عام 1955 «آسيا والهيمنة الغربيّة 1498-1945».